# Severokavkazski
Severokavkazski (del ruso: Северокавказский) es un jútor del raión de Novokubansk, en el krai de Krasnodar de Rusia. Está situado en la orilla derecha del río Kubán (en la desembocadura del arroyo Górkaya), 5 km al norte de Novokubansk y 164 km al este de Krasnodar. Tenía 595 habitantes en 2010.
Pertenece al municipio Kovalévskoye.